# Leonid Novikov
Leonid Novikov, född den 10 januari 1984 i Belgorod, är en rysk orienterare som tog guld på medeldistansen och stafetten vid VM 2013.